# Pippa Mann

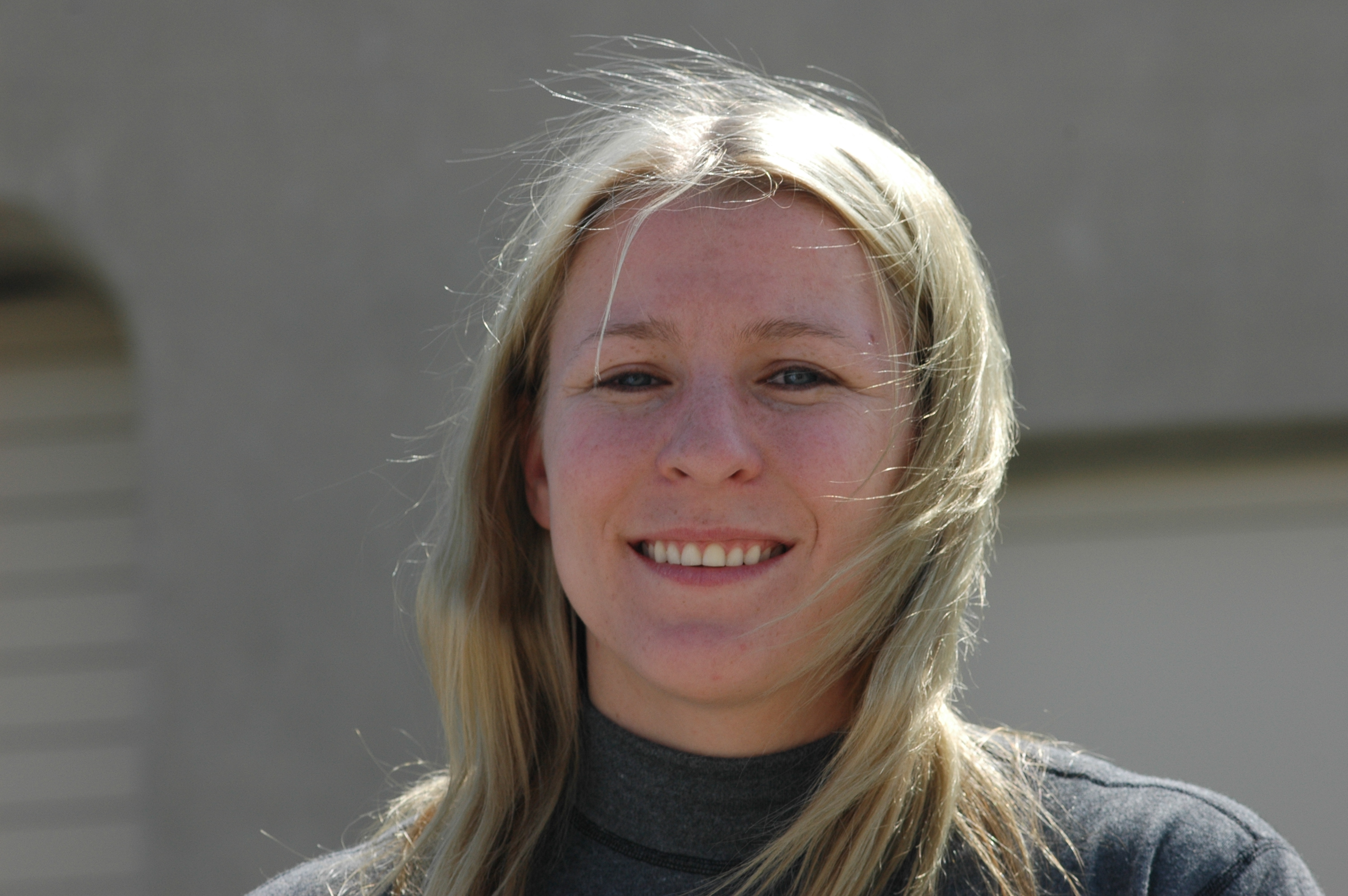
Pippa Mann (2011)

Pippa Mann (* 11. August 1983 in London) ist eine britische Automobilrennfahrerin. Sie nahm von 2011 bis 2019 an einigen Rennen der IndyCar Series teil.

## Karriere
Bevor Mann 2003 im Formelsport debütierte, hatte sie ihre Motorsportkarriere im Kartsport begonnen. 2003 startete sie in der britischen Wintermeisterschaft der Formel Renault und wurde 22. in der Gesamtwertung. 2004 trat sie in der regulären britischen Formel Renault an und beendete die Saison auf dem 34. Gesamtrang. 2005 trat sie für Comtec Racing in der französischen Formel Renault und im Formel Renault 2.0 Eurocup an. Während sie in der französischen Formel Renault den 21. Gesamtrang belegte, blieb sie im Formel Renault 2.0 Eurocup ohne Punkte. 2006 blieb sie bei Comtec Racing und wurde 19. in der britischen Formel Renault. Außerdem startete sie erneut im Formel Renault 2.0 Eurocup und blieb abermals ohne Punkte.

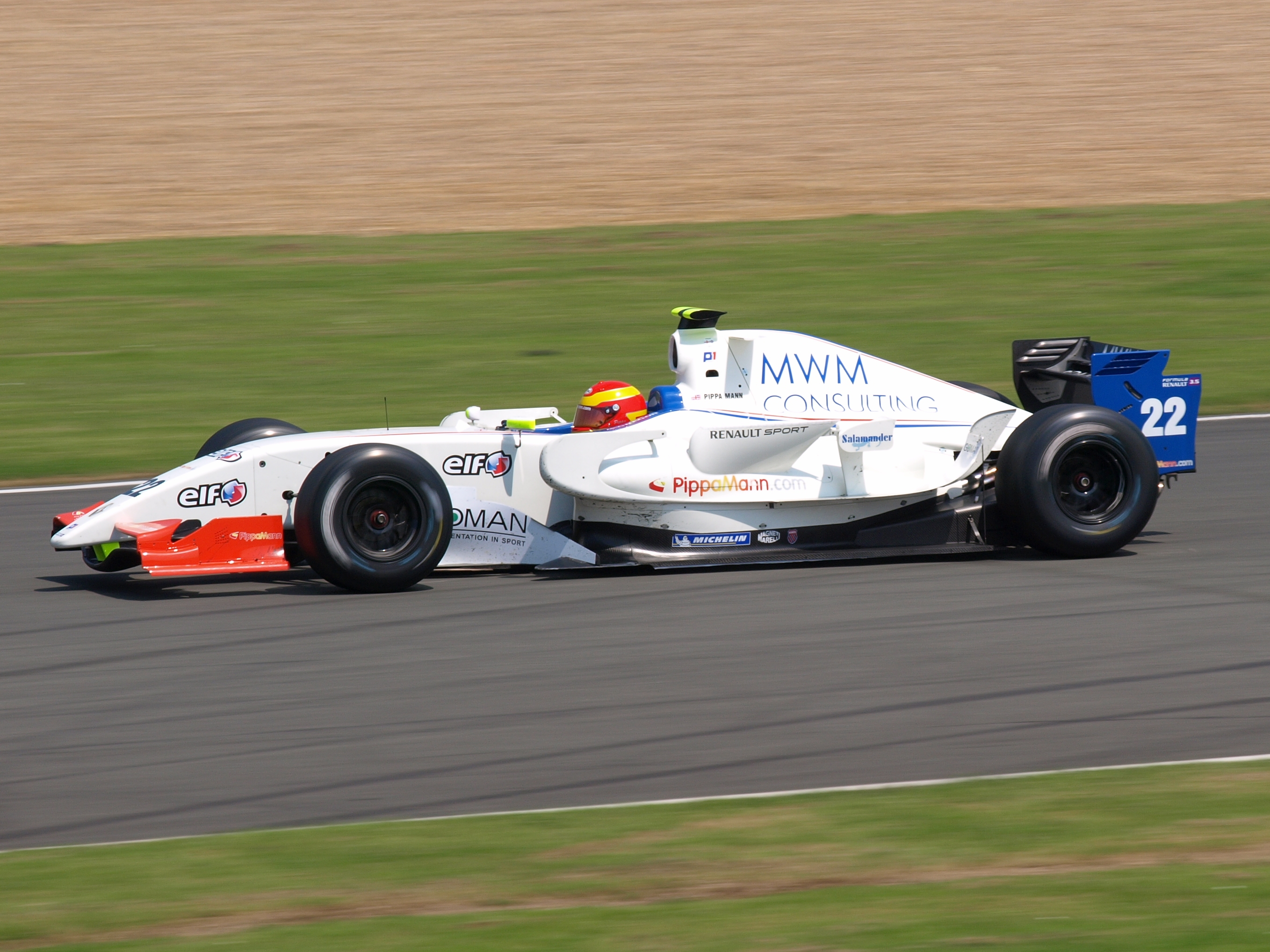
Pippa Mann fuhr 2008 in der Formel Renault 3.5

2007 wechselte Mann zu Cram Competition in die Formel Renault 3.5 und wurde Teamkollegin von Fairuz Fauzy. Sie erzielte einen Punkt und beendete ihre erste Saison auf dem 27. Gesamtrang, während Fauzy mehrere Podest-Platzierungen vorweisen konnte. 2008 wechselte sie innerhalb der Formel Renault 3.5 zu P1 Motorsport. Während ihr Teamkollege Giedo van der Garde den Meistertitel für sich entschied, kam Mann nie über den siebten Platz hinaus und belegte am Ende der Saison den 25. Gesamtrang. Darüber hinaus machte sie abseits des Formelsports Erfahrung im GT-Fahrzeug im britischen Porsche Carrera Cup.
2009 wechselte Mann nach Nordamerika in die Indy Lights und wurde bei Panther Racing Teamkollegin von Martin Plowman. Bei den meisten Rennen hiel sie nicht ihrem Teamkollegen mit und belegte am Ende der Saison mit einem achten Platz als bestes Resultat den 14. Gesamtrang. 2010 bestritt Mann ihre zweite Saison in der Indy Lights für Sam Schmidt Motorsports. Beim Rennen in Joliet verpasste sie nur knapp ihren ersten Sieg. Mann führte das Rennen die meisten Runden an und wurde erst zwei Runden vor Schluss von James Hinchcliffe überholt und wurde Zweite. Eine Woche später gewann sie schließlich das Rennen auf dem Kentucky Speedway mit einem für ein Ovalrennen großen Vorsprung von über sechs Sekunden vor Hinchcliffe. Am Saisonende belegte sie den fünften Gesamtrang.

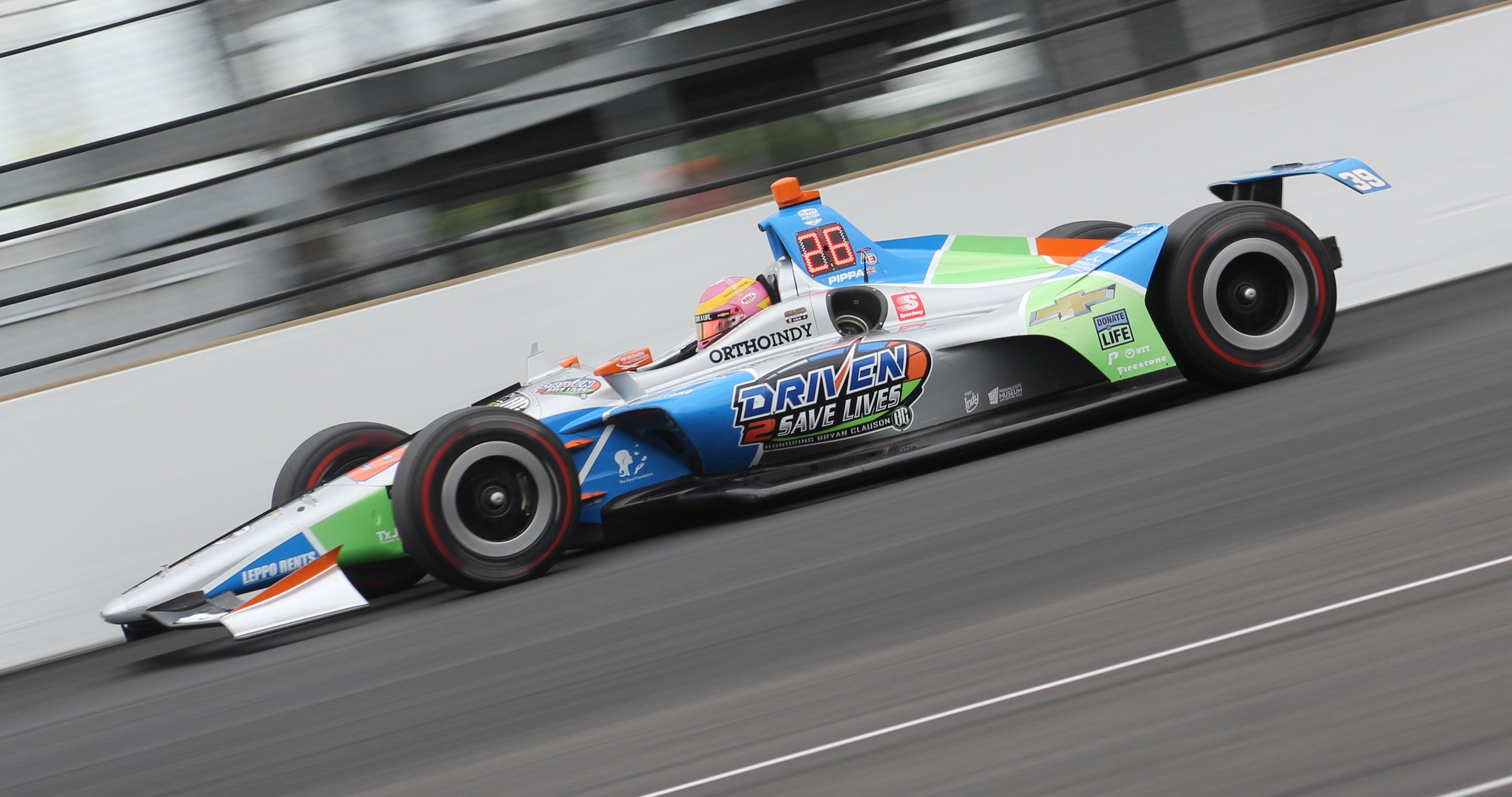
Mann beim Indy 500 2019

2011 trat Mann für Conquest Racing in der IndyCar Series zum Indianapolis 500 an. Anschließend nahm sie für Rahal Letterman Lanigan Racing an drei weiteren Rennen teil. Bei ihrem ersten Einsatz für den Rennstall erhielt sie nach einem Trainingsunfall keine Startfreigabe. Sie erlitt bei dem Unfall zwei kleinere Verletzungen an der Wirbelsäule. Beim letzten Saisonrennen musste Mann nach einem Unfall erneut ins Krankenhaus. Sie hat schwere Verbrennungen am kleinen Finger der rechten Hand erlitten, die eine Wiederherstellungsoperation erforderlich machten. Am Saisonende belegte sie den 38. Gesamtrang. 2012 war Mann ohne permanentes Cockpit. Beim Indianapolis 500 hielt sich Mann seit Beginn des Trainings an der Strecke auf, erhielt jedoch kein Cockpit. Sie nahm schließlich nur an zwei Rennen der Auto GP World Series für Campos Racing teil. Dabei erzielte bei beiden Starts eine Top-10-Platzierung und wurde 20. in der Fahrerwertung. 2013 erhielt Mann für vier Rennen der IndyCar Series ein Cockpit bei Dale Coyne Racing. Ihr bestes Ergebnis war ein 15. Platz. 2014 trat Mann für Dale Coyne Racing nur zum Indianapolis 500 an. 2015 startete Mann für Dale Coyne Racing zu den Ovalrennen der IndyCar Series. Dabei waren zwei 13. Plätze ihre besten Resultate. In der IndyCar Series 2016 nahm sie für Dale Coyne Racing nur noch an den Ovalrennen mit einer Distanz von 500 Meilen teil und bestritt somit nur zwei Rennen.

## Statistik

### Karrierestationen
| - 2003: Britische Formel Renault, Winterserie (Platz 22) - 2004: Britische Formel Renault (Platz 34) - 2005: Formel Renault 2.0 Eurocup - 2005: Französische Formel Renault (Platz 21) - 2006: Formel Renault 2.0 Eurocup - 2006: Britische Formel Renault (Platz 19) - 2007: Formel Renault 3.5 (Platz 27) | - 2008: Formel Renault 3.5 (Platz 25) - 2008: Britischer Porsche Carrera Cup (Platz 17) - 2009: Indy Lights (Platz 14) - 2010: Indy Lights (Platz 5) - 2011: IndyCar Series (Platz 38) - 2012: Auto GP (Platz 20) - 2013: IndyCar Series (Platz 31) | - 2014: IndyCar Series (Platz 33) - 2015: IndyCar Series (Platz 29) - 2016: IndyCar Series (Platz 29) - 2017: IndyCar Series (Platz 30) - 2018: IndyCar Series - 2019: IndyCar Series (Platz 31) |

### Einzelergebnisse in der IndyCar Series
| Jahr | Team                           | 1   | 2   | 3    | 4     | 5    | 6    | 7   | 8   | 9   | 10  | 11  | 12  | 13  | 14  | 15  | 16  | 17  | 18  | 19  | Punkte | Rang |
| ---- | ------------------------------ | --- | --- | ---- | ----- | ---- | ---- | --- | --- | --- | --- | --- | --- | --- | --- | --- | --- | --- | --- | --- | ------ | ---- |
| 2011 | Conquest Racing                | STP | ALA | LBH  | SAO   | INDY | TXS  | TXS | MIL | IOW | TOR | EDM | MDO | NHA | SNM | BAL | MOT | KTY | LSV |     | 32     | 38.  |
| 2011 | Conquest Racing                |     |     |      |       | 2032 |      |     |     |     |     |     |     |     | INJ | INJ | INJ |     |     |     | 32     | 38.  |
| 2011 | Rahal Letterman Lanigan Racing |     | 27  | 22   | C     |      |      |     |     |     |     |     |     |     | INJ | INJ | INJ |     |     |     | 32     | 38.  |
| 2013 | Dale Coyne Racing              | STP | ALA | LBH  | SAO   | INDY | DET  | DET | TXS | MIL | IOW | POC | TOR | TOR | MDO | SNM | BAL | HOU | HOU | FON | 34     | 31.  |
| 2013 | Dale Coyne Racing              |     |     |      |       | 30   |      |     | 24  |     |     | 15  |     |     |     |     |     |     |     | 25  | 34     | 31.  |
| 2014 | Dale Coyne Racing              | STP | LBH | ALA  | IMS   | INDY | DET  | DET | TXS | HOU | HOU | POC | IOW | TOR | TOR | MDO | MIL | SNM | FON |     | 21     | 33.  |
| 2014 | Dale Coyne Racing              |     |     | 2425 |       |      |      |     |     |     |     |     |     |     |     |     |     |     |     |     | 21     | 33.  |
| 2015 | Dale Coyne Racing              | STP | NOL | LBH  | ALA   | IMS  | INDY | DET | DET | TXS | TOR | FON | MIL | IOW | MDO | POC | SNM |     |     |     | 76     | 29.  |
| 2015 | Dale Coyne Racing              |     |     |      |       |      | 22   |     |     | 17  |     | 13  | 24  | 23  |     | 13  |     |     |     |     | 76     | 29.  |
| 2016 | Dale Coyne Racing              | STP | PHO | LBH  | ALA   | IMS  | INDY | DET | DET | ROA | IOW | TOR | MDO | POC | TXS | WGL | SNM |     |     |     | 46     | 29.  |
| 2016 | Dale Coyne Racing              |     |     |      |       |      | 1825 |     |     |     |     |     |     | 17  |     |     |     |     |     |     | 46     | 29.  |
| 2017 | Dale Coyne Racing              | STP | LBH | ALA  | PHO   | IMS  | INDY | DET | DET | TXS | ROA | IOW | TOR | MDO | POC | STL | WGL | SNM |     |     | 32     | 30.  |
| 2017 | Dale Coyne Racing              |     |     |      | 1728  |      |      |     |     |     |     |     |     |     |     |     |     |     |     |     | 32     | 30.  |
| 2018 | Dale Coyne Racing              | STP | PHO | LBH  | ALA   | IMS  | INDY | DET | DET | TXS | ROA | IOW | TOR | MDO | POC | STL | POR | SNM |     |     | –      | –    |
| 2018 | Dale Coyne Racing              |     |     |      | DNQ35 |      |      |     |     |     |     |     |     |     |     |     |     |     |     |     | –      | –    |
| 2019 | Clauson-Marshall Racing        | STP | COA | ALA  | LBH   | IMS  | INDY | DET | DET | TXS | ROA | TOR | IOW | MDO | POC | STL | POR | LAG |     |     | 28     | 31.  |
| 2019 | Clauson-Marshall Racing        |     |     |      | 1630  |      |      |     |     |     |     |     |     |     |     |     |     |     |     |     | 28     | 31.  |

(Legende)